# Wijken en buurten in Dantumadeel
De Nederlandse gemeente Dantumadeel is voor statistische doeleinden onderverdeeld in wijken en buurten. De gemeente is verdeeld in de volgende statistische wijken:
- Wijk 00 Centrum (CBS-wijkcode:006500)
- Wijk 01 Oost (CBS-wijkcode:006501)
- Wijk 02 Zuid (CBS-wijkcode:006502)
- Wijk 03 West (CBS-wijkcode:006503)

Een statistische wijk kan bestaan uit meerdere buurten. Onderstaande tabel geeft de buurtindeling met kentallen volgens het Centraal Bureau voor de Statistiek (2008):
| CBS-buurtcode | Buurtnaam                        | Inwonertal | Opp. totaal (ha) | Opp. land (ha) | Ligging                |
| ------------- | -------------------------------- | ---------- | ---------------- | -------------- | ---------------------- |
| BU00650000    | Damwoude                         | 5490       | 644              | 644            | Locatie in de gemeente |
| BU00650001    | Broeksterwoude                   | 1130       | 165              | 165            | Locatie in de gemeente |
| BU00650002    | De Valom                         | 260        | 372              | 368            | Locatie in de gemeente |
| BU00650008    | Verspreide huizen Damwoude       | 100        | 731              | 730            | Locatie in de gemeente |
| BU00650009    | Verspreide huizen Broeksterwoude | 120        | 493              | 485            | Locatie in de gemeente |
| BU00650100    | Driesum                          | 820        | 77               | 77             | Locatie in de gemeente |
| BU00650101    | Wouterswoude                     | 1010       | 300              | 300            | Locatie in de gemeente |
| BU00650108    | Verspreide huizen Driesum        | 150        | 785              | 759            | Locatie in de gemeente |
| BU00650109    | Verspreide huizen Wouterswoude   | 70         | 395              | 384            | Locatie in de gemeente |
| BU00650200    | Zwaagwesteinde                   | 5100       | 394              | 385            | Locatie in de gemeente |
| BU00650201    | Veenwouden                       | 3630       | 280              | 279            | Locatie in de gemeente |
| BU00650202    | Roodkerk                         | 210        | 713              | 704            | Locatie in de gemeente |
| BU00650208    | Verspreide huizen Zwaagwesteinde | 60         | 456              | 444            | Locatie in de gemeente |
| BU00650209    | Verspreide huizen Veenwouden     | 70         | 966              | 939            | Locatie in de gemeente |
| BU00650300    | Rinsumageest                     | 950        | 153              | 153            | Locatie in de gemeente |
| BU00650301    | Sijbrandahuis                    | 50         | 333              | 326            | Locatie in de gemeente |
| BU00650309    | Verspreide huizen Rinsumageest   | 180        | 1492             | 1425           | Locatie in de gemeente |